# Malatya İnönü Stadyumu
Malatya İnönü Stadyumu – nieistniejący już wielofunkcyjny stadion w Malatyi, w Turcji. Istniał w latach 1970–2018. Mógł pomieścić 15 000 widzów. Swoje spotkania rozgrywali na nim piłkarze klubów Malatyaspor i Yeni Malatyaspor. W 2017 roku na wschodnich przedmieściach Malatyi oddano jednak do użytku nowy stadion, który zastąpił stary obiekt w centrum miasta. Rozbiórki starego stadionu dokonano w 2018 roku. Obiekt ten w przeszłości gościł m.in. rozgrywki tureckiej pierwszej ligi, jak również mecz Malatyasporu w I rundzie Pucharu UEFA w sezonie 2003/2004 przeciwko FC Basel (0:2). Stadion był nazwany imieniem İsmeta İnönü, drugiego prezydenta Turcji.